# Bandama (volcan)
Pour l’article homonyme, voir Bandama.
Le Bandama est un volcan d'Espagne situé aux îles Canaries. Il est constitué d'un sommet culminant à 574 mètres d'altitude, le Pico de Bandama, au nord, et d'une caldeira possédant un diamètre d'environ 1 000 m et une profondeur d'environ 200 m, au sud. Elle serait âgée d'environ 2 000 ans.
Le nom du cratère proviendrait de Daniel Van Dame, un marchand hollandais qui y cultivait la vigne au XVIIe siècle.